# Бурбар, Эмано
Эмано Бурбар (фр. Heimano Bourebare; 15 мая 1989, Таити, Французская Полинезия) — таитянский футболист, центральный полузащитник клуба «Тефана». С 2011 года игрок национальной сборной Таити.

## Клубная карьера
Взрослую карьеру начал в таитянском клубе «Таравао». В течение 3 сезонов — с 2009 по 2012 годы — выступал за клуб — «Тефана», откуда перебрался в новокаледонский «Мон-Дор». Отыграв там один сезон, вернулся на Таити и с 2013 года по настоящее время выступает за «Тефану».

## Карьера в сборной
В 2009 году в составе сборной Таити, составленной из игроков не старше 20 лет, принял участие в трёх матчах финального турнира молодёжного Чемпионата мира 2009, который проходил в Египте.
Дебют игрока за национальную сборную Таити состоялся 23 сентября 2010 года в товарищеском матче против сборной Мартиники. В 2011 году Бурбар завоевал с командой бронзовые медали Тихоокеанских игр, а в рамках финального турнира Кубка наций ОФК 2012 отыграл все 5 матчей. Сборная Таити впервые одержала на нём победу и получила право сыграть на Кубке конфедераций 2013, где Бурбар провёл две игры группового этапа.